# Dauphin, Manitoba
Dauphin är en ort i Kanada.   Den ligger i provinsen Manitoba, i den sydöstra delen av landet, 1 900 km väster om huvudstaden Ottawa. Dauphin ligger 294 meter över havet och antalet invånare är 8 418. Den ligger vid sjön Harold Lake. Orten var plats för ett av de tidiga experimenten med basinkomst, Mincome.

## Geografi
Terrängen runt Dauphin är platt. Trakten runt Dauphin är nära nog obefolkad, med mindre än två invånare per kvadratkilometer.. Det finns inga andra samhällen i närheten.
Trakten runt Dauphin består till största delen av jordbruksmark.